# قائمة مساجد محافظة الأحساء التاريخية

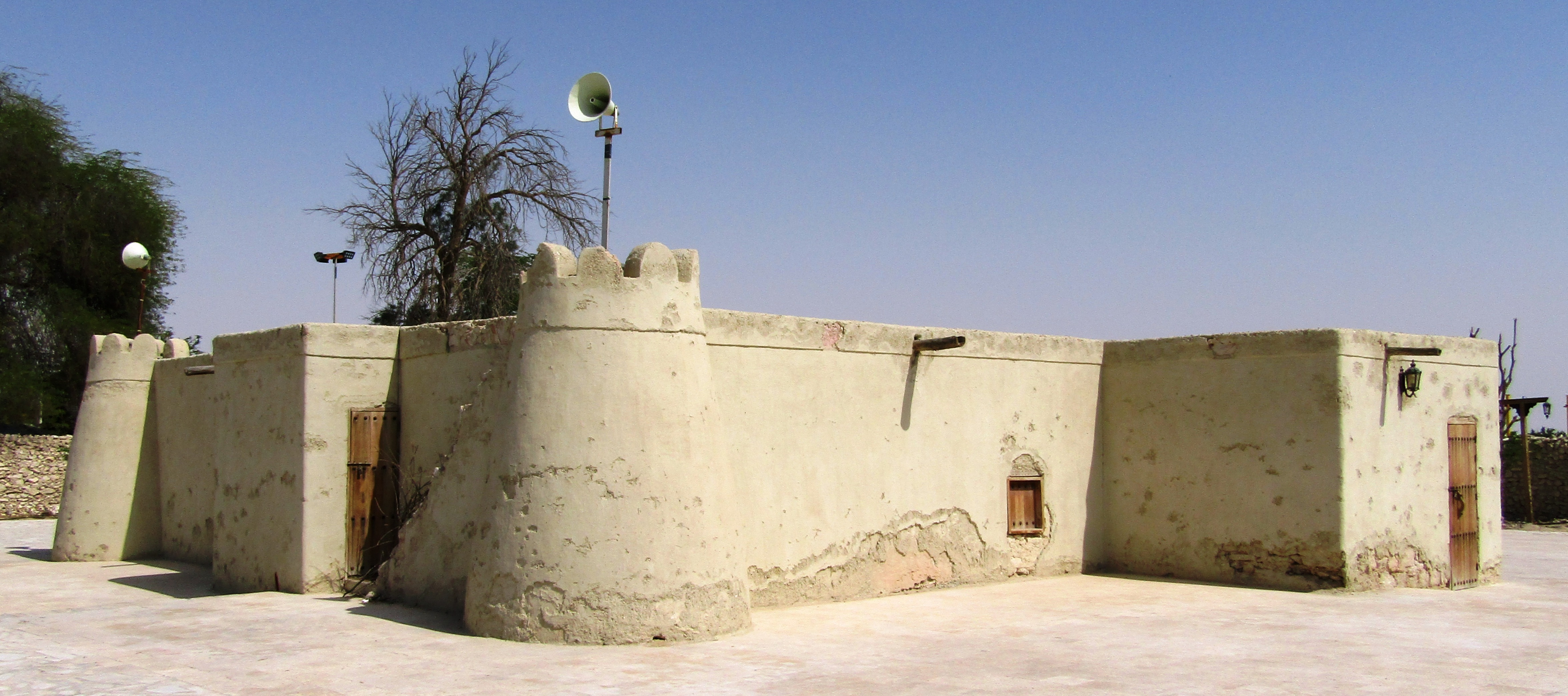
مسجد جواثا، أقدم مساجد الأحساء.

الأحساء (بالنطق المحلّي: الحَسا)؛ هي محافظة سعودية تقع في المنطقة الشرقية، وتبعد عن العاصمة الرياض 328 كلم. تبلغ مساحتها 379,000 كم²، أي ما يُعادل 20% من أراضي المملكة العربية السعودية، وتُغطّي صحراء الربع الخالي نحو ثلاثة أرباع المحافظة، بينما تُمثّل المنطقة المأهولة بالسكان والأنشطة 18% من إجمالي مساحتها، وتتمثّل في مدينتي الهُفوف والمبرَّز، وهما ضمن أكبر عشر مدن على مستوى المملكة، إضافة إلى أربع مدن رئيسة و22 قرية. وبحسب إحصاءات عام 2017، تصدّرت الأحساء محافظات المنطقة الشرقية في عدد السكان بحوالي 1,041,863 نسمة.
عندما ظهرت الدعوة الإسلامية أرسل الرسول محمد إلى هجر (الاسم القديم لأحساء) العلاء بن عبد الله الحضرمي في القرن السابع الميلادي الموافق للسنة الثامنة الهجرية، واستطاع العلاء بن عبد الله الحضرمي اقناع حاكم هجر آنذاك المنذر بن ساوى بالدخول في الإسلام، وكان الرسول محمد قد أرسل له مع العلاء رسالة هذا نصها:
| قائمة مساجد محافظة الأحساء التاريخية | بسم الله الرحمن الرحيم. من محمد رسول الله إلى المنذر بن ساوى، فإني أحمد الله لا إله إلا هو أما بعد: فإن من صلى صلاتنا ونسك نسكنا واستقبل قبلتنا وأكل ذبيحتنا فذاك المسلم، له ما لنا، وعليه ما علينا، له ذمة الله ورسوله، ومن أحب ذاك من المجوس فهو آمن ومن أبى فعليه الجزية | قائمة مساجد محافظة الأحساء التاريخية |

كثرت المساجد في الأحساء ولكن أشهر المساجد هو مسجد جواثا، حيث بني المسجد في السنة 7 هـ، ويعتبر ثاني مسجد صليت فيه صلاة الجمعة في الإسلام بعد المسجد النبوي، قام ببنائه بنو عبد القيس الذين كانوا يسكنون الأحساء في تلك الفترة، حيث روى الإمام محمد بن إسماعيل البخاري في صحيح البخاري عن عبد الله بن عباس حيث قال:
| قائمة مساجد محافظة الأحساء التاريخية | أول جمعة جمعت بعد جمعة في مسجد رسول الله صلى الله عليه وسلم في مسجد عبدالقيس بجواثا بهجر. | قائمة مساجد محافظة الأحساء التاريخية |

## القائمة
| اسم المسجد                                               | الصورة                                | تاريخ التأسيس                         | الموقع                                | المساحة                               | اسم المؤسس                            | ملاحظات |
| عصر الرسول محمد (1-10)هـ ~ (571-632)م                    | عصر الرسول محمد (1-10)هـ ~ (571-632)م | عصر الرسول محمد (1-10)هـ ~ (571-632)م | عصر الرسول محمد (1-10)هـ ~ (571-632)م | عصر الرسول محمد (1-10)هـ ~ (571-632)م | عصر الرسول محمد (1-10)هـ ~ (571-632)م | عصر الرسول محمد (1-10)هـ ~ (571-632)م |
| -------------------------------------------------------- | ------------------------------------- | ------------------------------------- | ------------------------------------- | ------------------------------------- | ------------------------------------- | --- |
| مسجد جواثا                                               |                                       | 7 هـ                                  | مدينة جواثا السياحية                  | 600 متر مربع                          | بنو عبد قيس                           | - هو ثاني مسجد صليت فيه صلاة الجمعة في الإسلام بعد المسجد النبوي. - يقع المسجد على بعد 20 كيلو مترًا باتجاه الشمال الشرقي لمدينة الهفوف. |
| مسجد محمد أحمد الحليمي                                   |                                       | 632هـ                                 | القرين                                | غير معروفه                            | محمد أحمد الحليمي                     | - يقع المسجد في قرية القرين - قيل ان اسم المسجد ام مازن لاكن لا يوجد دليل على ذالك - كما ان الاسم المتعارف بين اهالي القرين و القرى المحيطة بها ان مسجد الشيخ محمد أحمد الحليمي - حجم المسجد صغير - موقعه وسط مزارع القرين (يصعب تحديدة) |
| عصر إمارة العيونيون من (469 - 636 هـ) ~ (1076 - 1238 م)  |                                       |                                       |                                       |                                       |                                       | |
| مسجد الجعلانية                                           |                                       | 5 هـ                                  | البطالية                              | 2024 متر مربع                         | بنت عبد الله العيوني                  | - كان مسجد الجعلانية من المساجد الذي شرعوا العيونيون ببناءه بعد ما قضوا علي قرامطة. - يقع المسجد علي بعد 12 كيلو مترًا باتجاه الشمال الشرقي لمدينة الهفوف. |
| عصرالإمارة الجبرية (820 - 932 هـ) ~ (1417 - 1526 م)      |                                       |                                       |                                       |                                       |                                       | |
| مسجد الجبري                                              |                                       | 880 هـ                                | حي الكوت                              | 1426.11 متر مربع                      | سيف بن زامل بن حسين الجبري            | - بني المسجد من الطين، والحجر الجيري. - شهد المسجد عمليات ترميم وصيانة لبناء بعض الأجزاء التي تهدمت منه من عام 957 هـ إلى العام 1430 هـ. |
| العصر العثمانى الأول من (954 - 1080 هـ) ~ (1552 - 1669م) |                                       |                                       |                                       |                                       |                                       | |
| مسجد الدبس                                               |                                       | 962 هـ                                | حي الكوت                              | 350 متر مربع                          | محمد فروخ باشا                        | - سُمي المسجد بهذا الاسم بسبب وقوعه بين أسواق وباعة التمر بالقرب منه. - كان المسجد يعد مقصدًا مهمًا للعديد من طلبة العلم الذين يدرسون القرآن والفقه والحديث على المذهب الشافعي. |
| مسجد القبة                                               |                                       | 947 هـ                                | حي الكوت                              | غير معروف                             | علي باشا                              | - يقع المسجد ضمن قصر إبراهيم أو قصر القبة أو قصر الكوت. - مسجد مبني من الطين، بني من الطوب والحجر، المسجد مغطي بالجص، يعلو المسجد قبة قطرها 13 متر، وعمقها 6.8 متر. |
| مسجد التهيمية الغربي                                     |                                       | غير معروف                             | التهيمية                              | غير معروف                             | غير معروف                             | - يقع المسجد في قرية التهيمية التي أطلق عليها قرية الأربعين مسجدًا، ولكن أختفت معظم المساجد، وتبقي 11 مسجدًا فقط. - في مارس 2017، وضعت الهيئة العامة للسياحة والتراث الوطني السعودية دراسة لحصر المساجد التاريخية في الأحساء وتحديد مدى احتياجها للتأهيل والترميم. وانتهت الدراسة إلى حصر 8 مساجد منها مسجد التهيمية الغربي.                                                            |
| مسجد التهيمية الشرقي                                     |                                       | غير معروف                             | التهيمية                              | غير معروف                             | غير معروف                             | - يقع المسجد في قرية التهيمية التي أطلق عليها قرية الأربعين مسجدًا، ولكن أختفت معظم المساجد، وتبقي 11 مسجدًا فقط. - في مارس 2017، وضعت الهيئة العامة للسياحة والتراث الوطني السعودية دراسة لحصر المساجد التاريخية في الأحساء وتحديد مدى احتياجها للتأهيل والترميم. وانتهت الدراسة إلى حصر 8 مساجد منها مسجد التهيمية الشرقي.                                                            |
| مساجد تاريخية                                            |                                       |                                       |                                       |                                       |                                       | |
| مسجد الحبيش                                              |                                       | قرن 13 هـ                             | حي الرفعة                             | 318 متر مربع                          | غير معروف                             | - كان مسجد الحبيش منارة للعلم، حيث درس فيه الشيخ عبد العزيز بن صالح العلجي من كبار علماء الأحساء في الفقه. - المسجد مبني من الحجر الجيري، والطين وسقفه من خشب الشندل، وأعواد البامبو، والحصير. |
| مسجد الشيخ أبو بكر                                       |                                       | غير معروف                             | حي الكوت                              | 565 متر مربع                          | أحمد أبو علي                          | - بني المسجد من الطين والحصى وجذوع خشب النخل. - يتكون المسجد بعد عملية التطوير من بيت الصلاة، والسرحة، ومستودع، وسكن الإمام، وغرفة نوم، ومطبخ، ودورات مياه، ومصلى للسيدات ودورات مياه، وبئر. |
| مسجد العباس                                              |                                       | غير معروف                             | المطيرفي                              | غير معروف                             | غير معروف                             | - صمم المسجد بواسطة مهندسين إيرانيين على نسق المقامات. - هو أحد مساجد الشيعة في الأحساء. |
| مسجد الباحوث                                             |                                       | غير معروف                             | غير معروف                             | غير معروف                             | غير معروف                             | - في عام 2017، أدرجت الهيئة العامة للسياحة والتراث الوطني السعودية 11 مسجدًا تاريخيًا في الأحساء، كان من بينهم مسجد الباحوث. |
| مسجد مقبرة أم زرينيج                                     |                                       | غير معروف                             | الهفوف                                | غير معروف                             | غير معروف                             | - في عام 2017، أدرجت الهيئة العامة للسياحة والتراث الوطني السعودية 11 مسجدًا تاريخيًا في الأحساء، كان من بينهم مسجد مقبرة أم زرينيج. |
| مسجد ميناء العقير                                        |                                       | غير معروف                             | ميناء العقير                          | غير معروف                             | عبد العزيز آل سعود                    | - أنشي المسجد في عهد الملك عبد العزيز آل سعود ضمن خطت لتطوير ميناء العقير بإنشاء الجمارك، والجوازات، والفرضة ،ومبنى الخان، ومبنى الإمارة، والحصن، وعين الماء، وبرج أبو زهمول. - في مارس 2017، وضعت الهيئة العامة للسياحة والتراث الوطني السعودية دراسة لحصر المساجد التاريخية في الأحساء وتحديد مدى احتياجها للتأهيل والترميم. وانتهت الدراسة إلى حصر 8 مساجد منها مسجد ميناء العقير. |
| مسجد طاهر                                                |                                       | 1179 هـ                               | المبرز                                | غير معروف                             | عمر بن صالح الجعفري الطيار            | - جدد المسجد في عام 2011. - أستخدمت الفنون المعمارية الأحسائية القديمة في تصميم أبواب المسجد، ونوافذه، وفنائه، وأروقته، ومداخله، وقبته، والزخارف الجبيسي، ودون فيها بعض الأيات القرآنية، والأحاديث النبوية، وبعض الأقوال الماثورة. |